# San Antonio Rampage
San Antonio Rampage byl profesionální americký klub ledního hokeje, který sídlil v San Antoniu ve státě Texas. V AHL působil v letech 2002–2020. Klubové barvy byly černá, tmavě šedá, stříbrná a bílá.
Své domácí zápasy hráli hráči z klubu, jehož název lze přeložit jako "Běsnění", v tamní aréně AT&T Center, ve které působí i klub NBA San Antonio Spurs. Klub byl postupně farmou mužstev NHL Florida Panthers (2002-05 a 2011-15), Phoenix Coyotes (2005-11), Colorado Avalanche (2015-18) a St. Louis Blues (2018-20).
Licenci na AHL od klubu získal celek Henderson Silver Knights.

## Úspěchy klubu
- Vítěz divize - 1x (2014/15)

## Umístění v jednotlivých sezonách
Stručný přehled
Zdroj:
- 2002–2012: American Hockey League (Západní divize)
- 2012–2013: American Hockey League (Jižní divize)
- 2013–2015: American Hockey League (Západní divize)
- 2015–2018 : American Hockey League (Pacifická divize)
- 2018–2020 : American Hockey League (Centrální divize)

Jednotlivé ročníky
Zdroj:
Legenda: Z – zápasy, V – výhry, R- remízy, P – porážky, PP – porážky v prodloužení či na samostatné nájezdy, VG – vstřelené góly, OG – obdržené góly, B – body
| USA / Kanada (2002 – 2020) |                        |        |    |    |    |    |    |     |     |    |        |
| Sezóny                     | Liga                   | Úroveň | Z  | V  | R  | PP | P  | VG  | OG  | B  | Pozice |
| 2002/03                    | AHL (Západní divize)   | 2      | 82 | 36 | 11 | 4  | 29 | 235 | 226 | 87 | 3.     |
| 2003/04                    | AHL (Západní divize)   | 2      | 82 | 30 | 8  | 0  | 42 | 191 | 231 | 68 | 6.     |
| 2004/05                    | AHL (Západní divize)   | 2      | 82 | 27 | –  | 8  | 45 | 156 | 232 | 62 | 6.     |
| 2005/06                    | AHL (Západní divize)   | 2      | 82 | 23 | –  | 7  | 50 | 153 | 251 | 53 | 7.     |
| 2006/07                    | AHL (Západní divize)   | 2      | 82 | 32 | –  | 6  | 42 | 219 | 256 | 70 | 6.     |
| 2007/08                    | AHL (Západní divize)   | 2      | 82 | 42 | –  | 10 | 28 | 238 | 225 | 94 | 5.     |
| 2008/09                    | AHL (Západní divize)   | 2      | 80 | 36 | –  | 6  | 38 | 205 | 243 | 78 | 8.     |
| 2009/10                    | AHL (Západní divize)   | 2      | 80 | 36 | –  | 12 | 32 | 235 | 244 | 84 | 6.     |
| 2010/11                    | AHL (Západní divize)   | 2      | 82 | 38 | –  | 9  | 33 | 228 | 245 | 87 | 7.     |
| 2011/12                    | AHL (Západní divize)   | 2      | 76 | 41 | –  | 5  | 30 | 197 | 204 | 87 | 3.     |
| 2012/13                    | AHL (Jižní divize)     | 2      | 76 | 29 | –  | 9  | 38 | 195 | 241 | 67 | 5.     |
| 2013/14                    | AHL (Západní divize)   | 2      | 76 | 30 | –  | 9  | 37 | 206 | 235 | 69 | 5.     |
| 2014/15                    | AHL (Západní divize)   | 2      | 76 | 43 | –  | 8  | 23 | 248 | 222 | 98 | 1.     |
| 2015/16                    | AHL (Pacifická divize) | 2      | 76 | 33 | –  | 8  | 35 | 213 | 240 | 74 | 7.     |
| 2016/17                    | AHL (Pacifická divize) | 2      | 76 | 27 | –  | 7  | 42 | 184 | 240 | 61 | 8.     |
| 2017/18                    | AHL (Pacifická divize) | 2      | 76 | 35 | –  | 10 | 31 | 198 | 219 | 80 | 8.     |
| 2018/19                    | AHL (Centrální divize) | 2      | 76 | 31 | –  | 7  | 38 | 196 | 244 | 69 | 8.     |
| 2019/20                    | AHL (Centrální divize) | 2      | 61 | 24 | –  | 12 | 25 | 161 | 184 | 60 | 7.     |

### Play-off
| Sezona  | 1. kolo                                    | 2. kolo                                    | Finále konference                          | Finále Calder Cupu                         |
| ------- | ------------------------------------------ | ------------------------------------------ | ------------------------------------------ | ------------------------------------------ |
| 2002/03 | porážka, 0–3, Norfolk                      | —                                          | —                                          | —                                          |
| 2003/04 | mužstvo se nekvalifikovalo                 | mužstvo se nekvalifikovalo                 | mužstvo se nekvalifikovalo                 | mužstvo se nekvalifikovalo                 |
| 2004/05 | mužstvo se nekvalifikovalo                 | mužstvo se nekvalifikovalo                 | mužstvo se nekvalifikovalo                 | mužstvo se nekvalifikovalo                 |
| 2007/08 | mužstvo se nekvalifikovalo                 | mužstvo se nekvalifikovalo                 | mužstvo se nekvalifikovalo                 | mužstvo se nekvalifikovalo                 |
| 2006/07 | mužstvo se nekvalifikovalo                 | mužstvo se nekvalifikovalo                 | mužstvo se nekvalifikovalo                 | mužstvo se nekvalifikovalo                 |
| 2007/08 | porážka, 4-3, Toronto                      | —                                          | —                                          | —                                          |
| 2008/09 | mužstvo se nekvalifikovalo                 | mužstvo se nekvalifikovalo                 | mužstvo se nekvalifikovalo                 | mužstvo se nekvalifikovalo                 |
| 2010/11 | mužstvo se nekvalifikovalo                 | mužstvo se nekvalifikovalo                 | mužstvo se nekvalifikovalo                 | mužstvo se nekvalifikovalo                 |
| 2010/11 | mužstvo se nekvalifikovalo                 | mužstvo se nekvalifikovalo                 | mužstvo se nekvalifikovalo                 | mužstvo se nekvalifikovalo                 |
| 2011/12 | postup, 3-2, Chicago                       | porážka, 1-4, Oklahoma City                | —                                          | —                                          |
| 2012/13 | mužstvo se nekvalifikovalo                 | mužstvo se nekvalifikovalo                 | mužstvo se nekvalifikovalo                 | mužstvo se nekvalifikovalo                 |
| 2013/14 | mužstvo se nekvalifikovalo                 | mužstvo se nekvalifikovalo                 | mužstvo se nekvalifikovalo                 | mužstvo se nekvalifikovalo                 |
| 2014/15 | porážka, 0–3, Oklahoma City                | –                                          | –                                          | –                                          |
| 2015/16 | mužstvo se nekvalifikovalo                 | mužstvo se nekvalifikovalo                 | mužstvo se nekvalifikovalo                 | mužstvo se nekvalifikovalo                 |
| 2016/17 | mužstvo se nekvalifikovalo                 | mužstvo se nekvalifikovalo                 | mužstvo se nekvalifikovalo                 | mužstvo se nekvalifikovalo                 |
| 2017/18 | mužstvo se nekvalifikovalo                 | mužstvo se nekvalifikovalo                 | mužstvo se nekvalifikovalo                 | mužstvo se nekvalifikovalo                 |
| 2018/19 | mužstvo se nekvalifikovalo                 | mužstvo se nekvalifikovalo                 | mužstvo se nekvalifikovalo                 | mužstvo se nekvalifikovalo                 |
| 2019/20 | sezona nedohrána kvůli pandemii koronaviru | sezona nedohrána kvůli pandemii koronaviru | sezona nedohrána kvůli pandemii koronaviru | sezona nedohrána kvůli pandemii koronaviru |

## Klubové rekordy

### Za sezonu
Góly: 33, Don MacLean (2006/07)
Asistence: 40, Yanick Lehoux (2006/07)
Body: 71, Yanick Lehoux (2006/07)
Trestné minuty: 204, Eric Selleck (2011/12)
Čistá konta: 6, Josh Todjman (2008-09)
Vychytaná vítězství: 26, Travis Scott (2003/04) a Matt Climie (2010/11)
Průměr obdržených branek: 2.32, Jacob Markstrom (2011/12)
Procento úspěšnosti zákroků: .931, Travis Scott (2004/05)

### Celkové
Góly: 74, Brett MacLean
Asistence: 81, Brett MacLean
Body: 155, Brett MacLean
Trestné minuty: 613, Francis Lessard
Čistá konta: 9, Ville Husso
Vychytaná vítězství: 77, Josh Todjman
Odehrané zápasy: 212, Sean Sullivan